# (14966) Jurijvega
(14966) Jurijvega (1997 OU2) – planetoida z pasa głównego asteroid okrążająca Słońce w ciągu 3,47 lat w średniej odległości 2,29 j.a. Odkryta 30 lipca 1997 roku w Obserwatorium Črni Vrh.